# Лубана
Лубана (произношение) (на латвийски: Lubāna) е град в източна Латвия, намиращ се в историческата област Видземе и в административен район Мадона. Лубана е разположен по течението на река Аивиексте.